# Jean-Claude Roger Mbédé
Jean-Claude Roger Mbédé (1979-Ngoumou, 10 de enero de 2014) fue un hombre camerunés que se dio a conocer por ser condenado a tres años de prisión por homosexualidad e intento de homosexualidad tras enviar un SMS. Diversas organizaciones de derechos humanos, incluyendo Amnistía Internacional (AI) y Human Rights Watch, ha protestado por la condena, siendo considerado un prisionero de conciencia por AI.
En marzo de 2011 Mbédé envió a otro chico, conocido con las iniciales C.F., un SMS diciendo «Estoy muy enamorado de ti». C.F. avisó a la policía que, en colaboración con C.F., le tendió una trampa para detenerlo. El 2 de marzo de 2011, agentes del servicio de seguridad del Secretario de Estado para la Defensa (SED) de Camerún detuvieron a Mbédé cuando este iba a encontrarse con C.F. De acuerdo al periódico británico The Guardian, el SED «elige como blanco y persigue a hombre gais de forma habitual» según la sección 347a del código penal: «Quienquiera que tenga relaciones sexuales con una persona del mismo sexo deberá ser castigada con cárcel, de seis meses a cinco años, y recibir una multa que irá desde los 20.000 francos CFA a los 200.000 francos CFA.» Mbédé estivo detenido durante una semana por «sospechas de homosexualidad» en Yaundé antes de ser formalmente acusado de «homosexualidad e intento de homosexualidad» el 9 de marzo.
Mbédé estuvo representado legalmente por Alice Nkom, una abogada conocida por su implicación en la defensa de personas LGBT y directora de la Cameroon's Association to Defend Homosexuals, la asociación camerunesa para la defensa de los homosexuales. El 28 de abril ed 2011, fue condenado como culpable de ambos cargos y sentenciado a tres años de cárcel en la Prisión Central de Kondengui. Human Rights Watch protestó por la sentencia, describiéndola como un «una grave violación del derecho a la libertad de expresión y a la igualdad de Mbédé» y conminó al gobierno de Camerún a abolir la ley correspondiente. Amnistía Internacional también ha lanzado una alerta para Mbédé, con un portavoz declarando: «Encerrar a alguien por su orientación sexual real o percibida es una flagrante violación de los derechos fundamentales y no debería ser admitida en el código penal de ningún país.»
En noviembre de 2011, Nkom afirmó que Mbédé estaba sufriendo de malnutrición y había sido asaltado sexualmente durante su estancia en la prisión. Su apelación fue programada para el 5 de marzo de 2012, pero fue retrasada. Fue liberado provisionalmente el 16 de julio de 2012 por motivos de salud, manteniéndose en la semiclandestinidad desde ese momento por miedo a tener que cumplir el resto de la condena; condena que fue confirmada el 17 de diciembre de 2012.
Mbédé desarrolló una hernia durante su estancia en la cárcel. Tras dos operaciones, tuvo que abandonar el hospital por falta de dinero para continuar el tratamiento, y volvió con su familia en su ciudad natal. Según declaraciones de su abogado, Nkom, la familia habría declarado que «[Mbédé] era una maldición para ellos y que debíamos dejarlo morir». Mbédé falleció a los 34 años, el 10 de enero de 2014 en su ciudad natal Ngoumou, a causa de las complicaciones causadas por una hernia sin tratamiento.